# Рослављ
Рослављ (рус. Рославль) град је у европском делу Руске Федерације и административни центар Рослављанског рејона на југу Смоленске области.
Према процени националне статистичке службе, у граду је 2014. живело 52.070 становника што је око 70% целокупне популације припадајућег му рејона.

## Географија
Град Рослављ смештен је на левој обали реке Остјор (притоке Сожа, дела басена реке Дњепар) на око 123 км југоисточно од административног центра области, града Смоленска, односно на око 135 км северозападно од административног центра Брјанске области, града Брјанска.
Кроз Рослављ пролазе важни друмски правци А141 Орел—Рудња (преко Брјанска и Смоленска даље ка Витепску), А130 (Москва—Варшава) и P137.
Клима је умереноконтинентална, са јануарским просеком температура од -6,9 °C, односно јулским од 17,7 °C. Годишње на том подручју у просеку падне око 653 мм падавина, највише у јуну (до 91 мм).

## Историја
Рослављ је основао тадашњи смоленски књаз Ростислав Мстиславич негде око 1137. након што је Кијевска кнежевина освојила подручја на којима су обитавала источнословенска племена Радимичи. Новоосновано насеље под именом Ростислављ (рус. Ростиславль) у почетку је служило као утврђење на крајњем западу државе, те је током целог XII века основа његове популације била војска и административни службеници. До знатнијег напретка насеља долази у периоду 1197—1206. када је био један од центара књажевске власти.
Године 1610. пољски краљ Сигисмунд III освојио је цело то подручје и прикључио га Смоленском војводству тадашње Пољско-литванске државе. Насеље је 1623. добило Магдебуршко право чиме је стекло статус слободног трговачког града. У границе Руског царства враћен је 1654. након успешних војних похода тадашњег цара Алексеја I Михајловича против Пољака.
Године 1755. добија садашњи статус града.

## Становништво
Према подацима са пописа становништва 2010. у граду је живело 54.898 становника, док је према проценама за 2014. град имао 52.070 становника.
| 1897.  | 1959.  | 1970.  | 1979.  | 1989.  | 2002.  | 2010.  | 2014.  |
| ------ | ------ | ------ | ------ | ------ | ------ | ------ | ------ |
| 17.800 | 37.433 | 48.516 | 56.046 | 60.470 | 57.701 | 54.898 | 52.070 |